# Élections législatives de 2012 en Lot-et-Garonne
Les élections législatives françaises de 2012 se déroulent les 10 et 17 juin 2012. Dans le département de Lot-et-Garonne, non concerné par le redécoupage électoral, trois députés sont à élire dans le cadre de trois circonscriptions.

## Élus
|   | Circonscription | Député sortant        |  | Parti | Député élu ou réélu |  | Parti |
| - | --------------- | --------------------- |  | ----- | ------------------- |  | ----- |
| = | 1re             | Jean Dionis du Séjour |  | NC    | Lucette Lousteau    |  | PS    |
| = | 2e              | Michel Diefenbacher   |  | UMP   | Matthias Fekl       |  | PS    |
| = | 3e              | Jérôme Cahuzac        |  | PS    | Jérôme Cahuzac      |  | PS    |

## Résultats

### Résultats à l'échelle du département
| Parti          | Parti                             | Premier tour | Premier tour | Second tour | Second tour | Sièges |
| Parti          | Parti                             | Voix         | %            | Voix        | %           | Sièges |
| -------------- | --------------------------------- | ------------ | ------------ | ----------- | ----------- | ------ |
|                | Parti socialiste                  | 50 197       | 33,73        | 80 547      | 55,55       | 3      |
|                | Divers gauche dont MRC            | 8 794        | 5,91         |             |             | 0      |
|                | Europe Écologie Les Verts         | 3 581        | 2,41         | 0           |             |        |
|                | Majorité présidentielle           | 62 572       | 42,04        | 80 547      | 55,55       | 3      |
|                |                                   |              |              |             |             |        |
|                | Union pour un mouvement populaire | 31 371       | 21,08        | 39 375      | 27,15       | 0      |
|                | Nouveau centre                    | 14 606       | 9,81         | 25 077      | 17,29       | 0      |
|                | Divers droite dont DLR et PCD     | 547          | 0,37         |             |             | 0      |
|                | Droite parlementaire              | 46 524       | 31,26        | 64 452      | 44,45       | 0      |
|                |                                   |              |              |             |             |        |
|                | Front national                    | 24 645       | 16,56        |             |             | 0      |
|                | Front de gauche                   | 11 027       | 7,41         | 0           |             |        |
|                | Divers écologiste dont AÉI        | 1 247        | 0,84         | 0           |             |        |
|                | Mouvement démocrate               | 1 158        | 0,78         | 0           |             |        |
|                | Extrême gauche dont LO et NPA     | 1 066        | 0,72         | 0           |             |        |
|                | Divers                            | 583          | 0,39         | 0           |             |        |
|                |                                   |              |              |             |             |        |
| Inscrits       | Inscrits                          | 240 777      | 100,00       | 240 774     | 100,00      | 3      |
| Abstentions    | Abstentions                       | 87 402       | 36,3         | 89 091      | 37          |        |
| Votants        | Votants                           | 153 375      | 63,7         | 151 683     | 63          |        |
| Blancs et nuls | Blancs et nuls                    | 4 553        | 2,97         | 6 684       | 4,41        |        |
| Exprimés       | Exprimés                          | 148 822      | 97,03        | 144 999     | 95,59       |        |

### Résultats par circonscription

#### Première circonscription (Agen - Nérac)
| Candidat       | Candidat                      | Parti                    | Premier tour | Premier tour | Second tour | Second tour |  |
| Candidat       | Candidat                      | Parti                    | Voix         | %            | Voix        | %           |  |
| -------------- | ----------------------------- | ------------------------ | ------------ | ------------ | ----------- | ----------- |  |
|                | Jean Dionis du Séjour sortant | NC (UMP)                 | 14 606       | 27,65        | 25 077      | 47,98       |  |
|                | Lucette Lousteau élue         | PS (PRG)                 | 10 844       | 20,53        | 27 189      | 52,02       |  |
|                | Alain Veyret                  | diss. PS                 | 8 794        | 16,65        |             |             |  |
|                | Hélène Collet                 | RBM (FN)                 | 8 507        | 16,10        |             |             |  |
|                | Christine Bonfanti-Dossat     | diss. UMP                | 3 383        | 6,40         |             |             |  |
|                | Patrice Dufau                 | FG (PCF) (Divers gauche) | 3 345        | 6,33         |             |             |  |
|                | Maryse Combres                | EÉLV                     | 1 390        | 2,63         |             |             |  |
|                | Bruno Dubos                   | CpF (MoDem)              | 1 158        | 2,19         |             |             |  |
|                | Daniel Soulignac              | AÉI                      | 476          | 0,90         |             |             |  |
|                | Vladimir Belmon               | NPA                      | 188          | 0,36         |             |             |  |
|                | Fanny Quandalle               | LO                       | 141          | 0,27         |             |             |  |
|                |                               |                          |              |              |             |             |  |
| Inscrits       | Inscrits                      | Inscrits                 | 86 737       | 100,00       | 86 731      | 100,00      |  |
| Abstentions    | Abstentions                   | Abstentions              | 31 189       | 35,96        | 31 779      | 36,64       |  |
| Votants        | Votants                       | Votants                  | 55 548       | 64,04        | 54 952      | 63,36       |  |
| Blancs et nuls | Blancs et nuls                | Blancs et nuls           | 2 716        | 4,89         | 2 686       | 4,89        |  |
| Exprimés       | Exprimés                      | Exprimés                 | 52 832       | 95,11        | 52 266      | 95,11       |  |

#### Deuxième circonscription (Marmande)
| Candidat       | Candidat                    | Parti                    | Premier tour | Premier tour | Second tour | Second tour |  |
| Candidat       | Candidat                    | Parti                    | Voix         | %            | Voix        | %           |  |
| -------------- | --------------------------- | ------------------------ | ------------ | ------------ | ----------- | ----------- |  |
|                | Matthias Fekl élu           | PS                       | 16 781       | 35,09        | 25 049      | 53,65       |  |
|                | Michel Diefenbacher sortant | UMP                      | 14 982       | 31,33        | 21 641      | 46,35       |  |
|                | Étienne Bousquet-Cassagne   | RBM (FN)                 | 8 572        | 17,93        |             |             |  |
|                | Raymond Girardi             | FG (PCF) (Divers gauche) | 5 513        | 11,53        |             |             |  |
|                | Pierre Salane               | EÉLV                     | 1 214        | 2,54         |             |             |  |
|                | Alan Catheline              | LO                       | 298          | 0,62         |             |             |  |
|                | Vincent Welter              | AÉI                      | 459          | 0,96         |             |             |  |
|                |                             |                          |              |              |             |             |  |
| Inscrits       | Inscrits                    | Inscrits                 | 77 684       | 100,00       | 77 682      | 100,00      |  |
| Abstentions    | Abstentions                 | Abstentions              | 28 845       | 37,13        | 28 822      | 37,1        |  |
| Votants        | Votants                     | Votants                  | 48 839       | 62,87        | 48 860      | 62,9        |  |
| Blancs et nuls | Blancs et nuls              | Blancs et nuls           | 1 020        | 2,09         | 2 170       | 4,44        |  |
| Exprimés       | Exprimés                    | Exprimés                 | 47 819       | 97,91        | 46 690      | 95,56       |  |

#### Troisième circonscription (Villeneuve-sur-Lot)
| Candidat       | Candidat                     | Parti          | Premier tour | Premier tour | Second tour | Second tour |  |
| Candidat       | Candidat                     | Parti          | Voix         | %            | Voix        | %           |  |
| -------------- | ---------------------------- | -------------- | ------------ | ------------ | ----------- | ----------- |  |
|                | Jérôme Cahuzac sortant réélu | PS (PRG)       | 22 572       | 46,86        | 28 309      | 61,48       |  |
|                | Jean-Louis Costes            | UMP            | 13 006       | 27,00        | 17 734      | 38,52       |  |
|                | Catherine Martin             | RBM (FN)       | 7 566        | 15,71        |             |             |  |
|                | Marie-Hélène Loiseau         | FG (GU) (PCF)  | 2 169        | 4,50         |             |             |  |
|                | Lionel Feuillas              | EÉLV           | 977          | 2,03         |             |             |  |
|                | Hervé Lebreton               | Divers         | 583          | 1,21         |             |             |  |
|                | Camille Morel                | DLR            | 548          | 1,14         |             |             |  |
|                | Brigitte Tichane             | AÉI            | 312          | 0,65         |             |             |  |
|                | Luc Chevillotte              | NPA            | 311          | 0,65         |             |             |  |
|                | Mohamed El Marbati           | LO             | 127          | 0,26         |             |             |  |
|                |                              |                |              |              |             |             |  |
| Inscrits       | Inscrits                     | Inscrits       | 76 356       | 100,00       | 76 361      | 100,00      |  |
| Abstentions    | Abstentions                  | Abstentions    | 27 368       | 35,84        | 28 490      | 37,31       |  |
| Votants        | Votants                      | Votants        | 48 988       | 64,16        | 47 871      | 62,69       |  |
| Blancs et nuls | Blancs et nuls               | Blancs et nuls | 817          | 1,67         | 1 828       | 3,82        |  |
| Exprimés       | Exprimés                     | Exprimés       | 48 171       | 98,33        | 46 043      | 96,18       |  |